# Jeux européens de 2015
Navigation
Édition suivante
Les Jeux européens de 2015, officiellement connus comme les Iers Jeux européens, ont lieu du 12 au 28 juin 2015 à Bakou, en Azerbaïdjan. Les Jeux européens sont une compétition multisports créée en 2012.
Il s'agit du plus grand événement multi-sport organisé dans l'histoire de l'Azerbaïdjan.
La compétition rassemble 6 000 athlètes représentant 50 CNO qui concourent dans 20 sports (dont 16 sports olympiques). Deux épreuves handisport (judo pour malvoyant) sont organisées et intégrées dans le programme, ce qui est une première pour une compétition multi-sport. Traditionnellement les épreuves handisport étant organisées dans une compétition séparée.
La délégation russe est de loin la plus médaillée : elle obtient 164 médailles (79 d'or, 40 d'argent et 45 de bronze).
Cette 1re édition est sujette à controverse en raison de la situation politique du pays hôte et l'avenir de ces jeux est incertain.

## Sélection de la ville hôte
Le 8 décembre 2012, lors de la 41e Assemblée générale des Comités olympiques européens se déroulant à Rome, est décidée la création des tout premiers Jeux européens. 49 comités nationaux olympiques participent à cette assemblée au cours de laquelle Bakou, capitale de l'Azerbaïdjan, obtient les droits d'inaugurer en 2015 les 1er Jeux européens.
La décision est prise à la suite d'une élection au scrutin secret. Dans les 48 voix dépouillées, 38 étaient en faveur, 8 voix contre et deux abstentions. Les représentants arméniens ont pour leur part refusé de participer au vote.
Le choix de Bakou en tant que ville hôte peut sembler étrange, ce choix est en grande partie dû au manque de candidats. Aucune ville ne souhaitant ou ne pouvant investir des sommes importantes dans des jeux à la renommée médiatique incertaine.
Bakou, déjà candidate à deux reprises à l'organisation des jeux olympiques, cherche à gagner en prestige et à faire ses preuves dans l'organisation de grands événements.
Les Comités olympiques européens ont annoncé que, après Bakou, Les Jeux européens de 2019 auront lieu à Minsk, en Biélorussie.

## Organisation

### Comité d'organisation
Le comité organisateur des Jeux européens de 2015 est fondé au début de l'année 2013. Gabil Mehdiyev, chef de service de presse du Ministère azerbaïdjanais de la Jeunesse et des Sports, indique qu'il est prévu de tenir des pourparlers de haut niveau entre le gouvernement de l'Azerbaïdjan et les Comités olympiques européens.
La première dame Mehriban Aliyeva (ancienne présidente de la fédération azerbaïdjanaise de gymnastique) est nommée présidente du comité d'organisation.

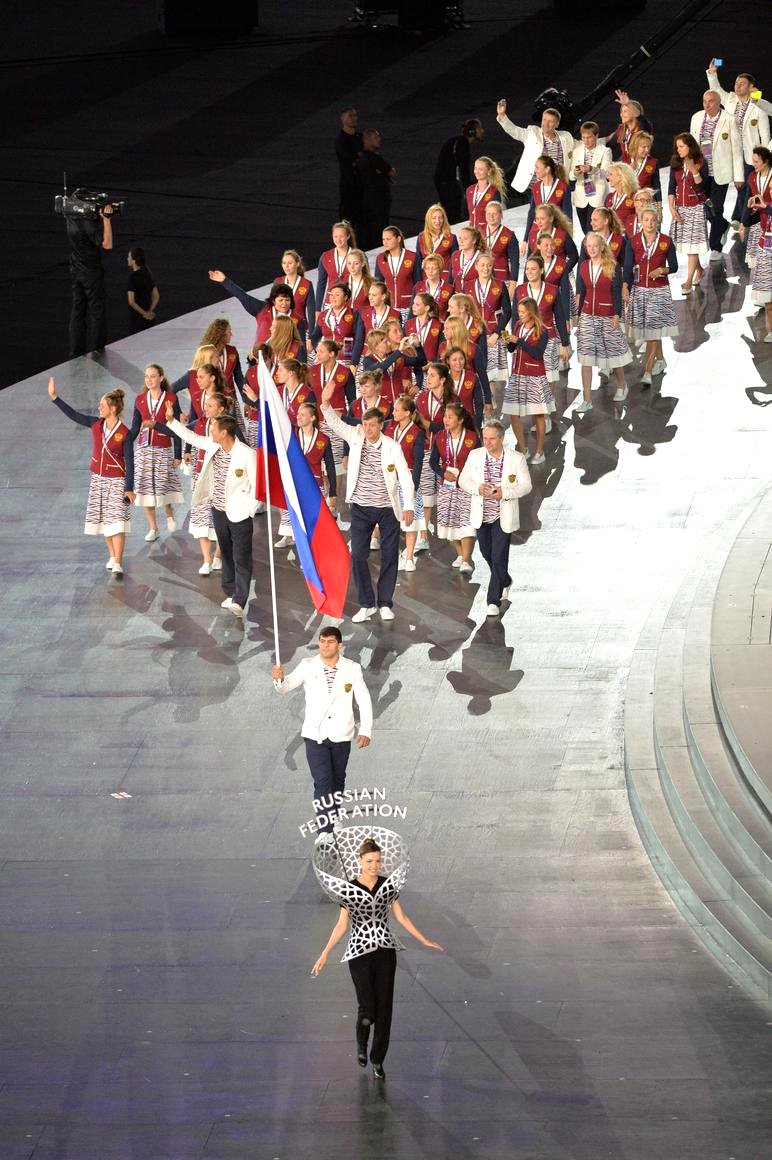
Cérémonie d'ouverture des jeux

### Cérémonies
La cérémonie d'ouverture a lieu le 12 juin et est dirigée par le chorégraphe Dimitris Papaioannou, qui a été largement félicité pour son travail durant les Jeux olympiques d'été de 2004 d'Athènes. Lors de celle-ci, Lady Gaga interprète la chanson Imagine de John Lennon.
À l'instar des jeux olympiques, durant la cérémonie d'ouverture les athlètes défilent dans le stade olympique. Pour des raisons historiques, la délégation grecque ouvre le défilé. Le reste des délégations défile par ordre alphabétique. Enfin la délégation hôte des jeux ferme la marche.
La cérémonie de clôture a lieu le 28 juin. James Hadley en est le directeur artistique. Les chanteurs John Newman, Clean Bandit et DJ Gareth Emery participent à la cérémonie de clôture.

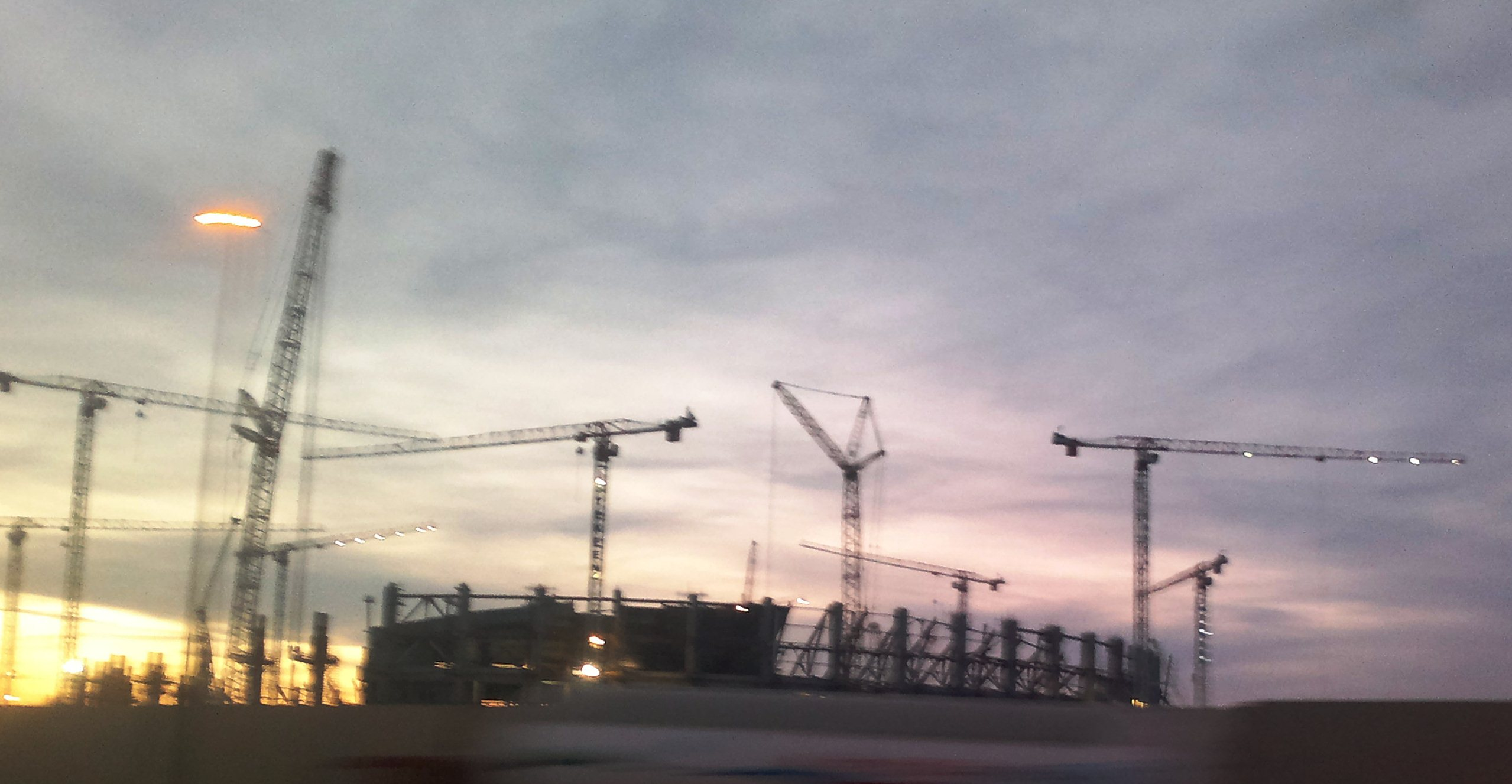
Construction du stade olympique de Bakou.

Le stade olympique de Bakou, théâtre des cérémonies d'ouverture et de clôture des jeux est le stade de l'équipe d'Azerbaïdjan de football. Il est situé près du lac Boyukshor. Sa capacité est de 68 000 places.

### Financement et administration
Le gouvernement azerbaïdjanais et la mairie de Bakou ont accepté d'assurer les coûts de fonctionnement du Comité d'organisation pour la tenue des Jeux, qui est budgétisé à 1,25 milliard de dollars.
Le coût réel des jeux est probablement bien supérieur, le stade olympique de Bakou coûtant à lui seul 600 millions d'euros.
Pour pouvoir financer le budget, de nombreux azéris ont été mis à contribution. Par exemple des médecins ont dû participer au financement avec des rumeurs de licenciement s'ils refusaient de coopérer, des soins médicaux gratuits ne l'ont plus été durant les jeux.
BP, qui est très présent sur les projets de pétrole et de gaz en Azerbaïdjan, est le partenaire officiel des Jeux européens de Bakou 2015. L'horloger suisse Tissot a été nommé chronométreur officiel et fournira tous les services de chronométrage et de pointage.
| Partenaires officiels                                                                   | Supporters officiels                                              |
| --------------------------------------------------------------------------------------- | ----------------------------------------------------------------- |
| - Azerbaijan Airlines - BP - Nar Mobile - Procter & Gamble - SOCAR - Tissot - Coca-Cola | - McDonald's - Milla - Motorola Solutions - Tickethour - Sitecore |

## Sites

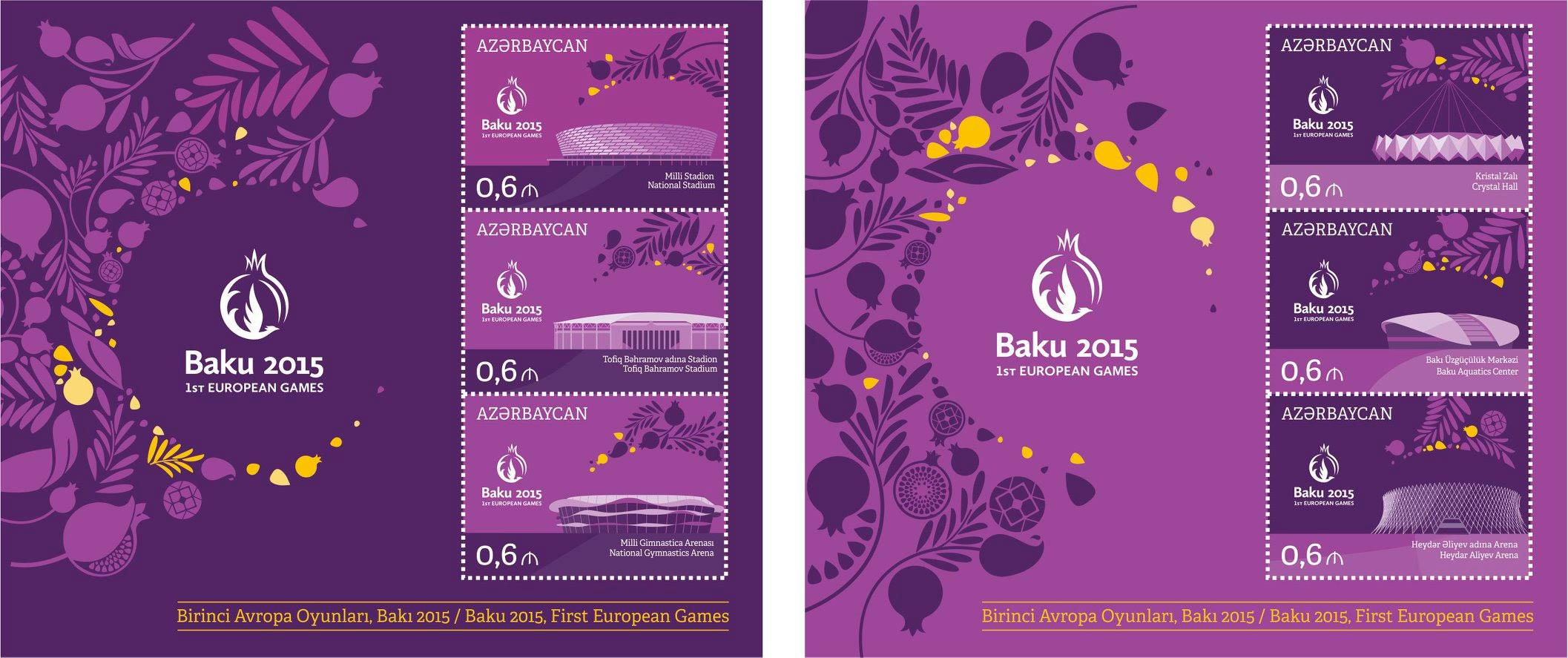
Séries de timbres commémorant les infrastructures des premiers Jeux européens.

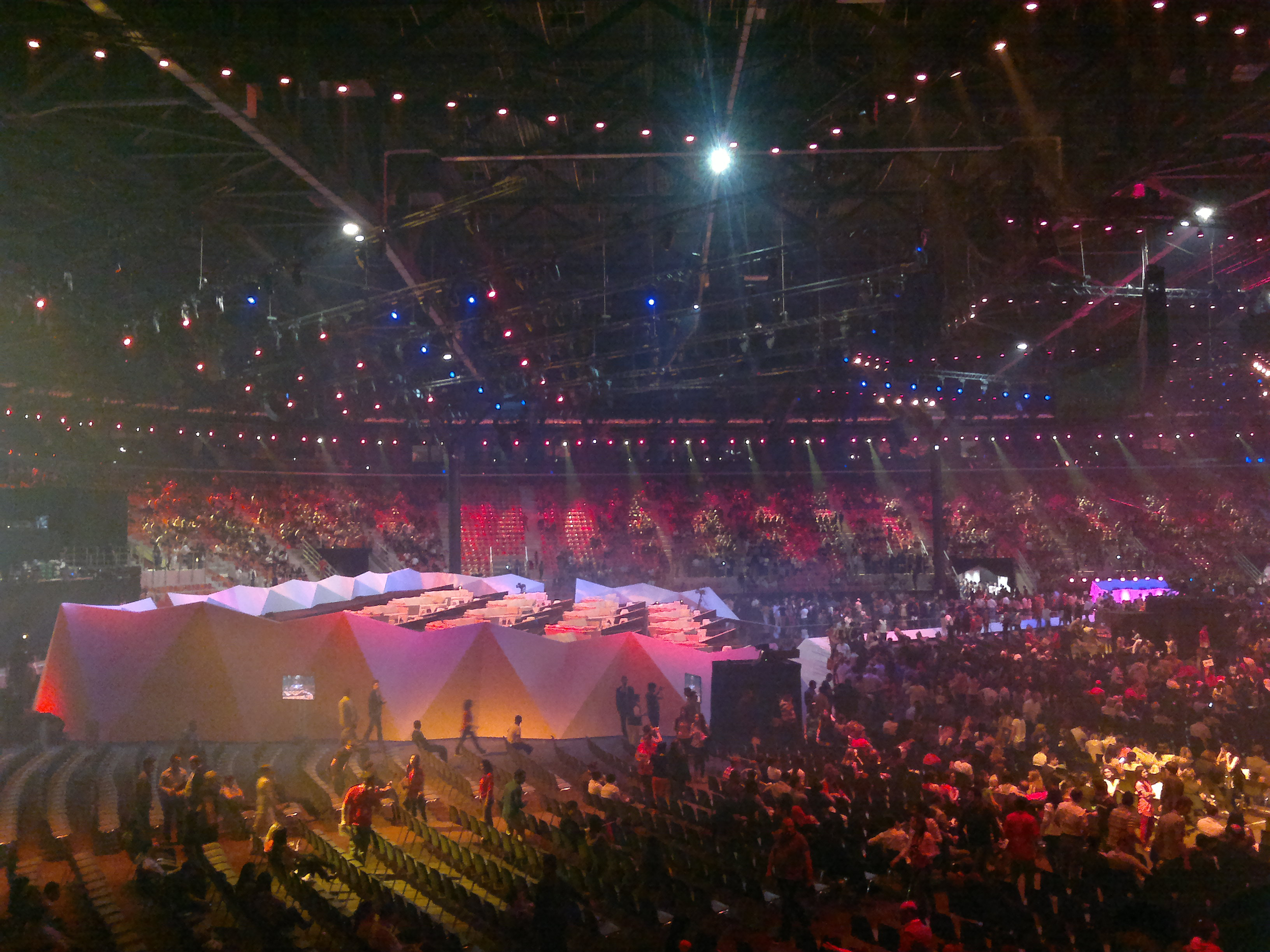
Baku Crystal Hall.

### Sites d'hébergement
Les remises de médailles se font à la Victory Plaza de la Place de la Liberté. Le village olympique est situé à Nizami raion dans Bakou. Le village comprend 13 bâtiments, 1 042 appartements, 16 types d'appartements différents avec trois à quatre chambres par appartement et un total de 7 510 lits.

### Sites sportifs
| Sites                     | Sports                                   | Capacité | Nat. Site |
| ------------------------- | ---------------------------------------- | -------- | --------- |
| Stade olympique de Bakou  | Cérémonies, Athlétisme                   | 68 000   | N         |
| National Gymnastics Arena | Gymnastique                              | 6 862    | N         |
| Baku Aquatics Centre      | Natation, plongée, Natation synchronisée | 6 000    | N         |
| Water Polo Arena          | Water-polo                               | 2 400    | T         |
| Beach Arena               | Football de plage, beach-volley          | 3 900    | T         |
| Basketball Arena          | Basket-ball 3x3                          | 2,500    | T         |
| Crystal Hall              | Volley-ball                              | 6 000    | E         |
| Crystal Hall              | Boxe                                     | 3 400    | E         |
| Crystal Hall              | Escrime, Karaté, Taekwondo               | 2 000    | E         |
| Baku Sports Hall          | Badminton, tennis de table               | 1 700    | E         |
| Stade Tofiq-Béhramov      | Tir à l'arc                              | 3,000    | E         |
| Heydar Aliyev Arena       | Judo, lutte, sambo                       | 7 700    | E         |
| Baku Shooting Centre      | Tir                                      | 500      | N         |
| Mountain Bike Velopark    | VTT                                      | 1 670    | T         |
| BMX Velopark              | BMX                                      | 1 600    | N         |
| Bilgah Beach              | Triathlon                                | 1 500    | T         |
| Mingachevir               | Canoë-kayak                              | 1 300    | E         |

| Légende | Légende                            |
| ------- | ---------------------------------- |
| E       | Site existant                      |
| N       | Site construit pour la compétition |
| T       | Site temporaire                    |

### Infrastructures
En juin 2014, le ministère de la Communication et des hautes technologies de l'Azerbaïdjan a élaboré un plan pour la couverture Wi-Fi de Bakou. Le projet permettra de couvrir tous les lieux publics à Bakou, en incluant les parcs, les stades et des centres commerciaux.

## Diffuseurs
International Sports Broadcasting (ISB) est le diffuseur hôte des Jeux européens. Pendant les Jeux, ISB produira plus de 1 200 heures diffusées en haute haute définition. ISB couvrira également les cérémonies d'ouverture et de clôture.
| Zone        | Diffuseur        | Ref    |
| ----------- | ---------------- | ------ |
| Albanie     | Tring Media      | [ 24 ] |
| Autriche    | Sport1           | [ 25 ] |
| Biélorussie | Belarus 5        | [ 24 ] |
| Belgique    | Sport 10         | [ 26 ] |
| Estonie     | ERR              | [ 27 ] |
| France      | L'Équipe 21      | [ 28 ] |
| Allemagne   | Sport1           | [ 25 ] |
| Hongrie     | DigiSport        | [ 26 ] |
| Italie      | Sky Italia       | [ 29 ] |
| Lettonie    | LTV              | [ 27 ] |
| Luxembourg  | RTL Group        | [ 24 ] |
| Moldavie    | Moldova Sport TV | [ 24 ] |
| Portugal    | Sport TV         | [ 27 ] |
| Roumanie    | DigiSport        | [ 26 ] |
| Slovaquie   | DigiSport        | [ 24 ] |
| Slovénie    | RTV Slovenija    | [ 27 ] |
| Espagne     | RTVE             | [ 27 ] |
| Suisse      | Sport1           | [ 25 ] |
| Turquie     | NTV Spor         | [ 30 ] |

| Zone        | Diffuseur | Ref    |
| ----------- | --------- | ------ |
| Angola      | Sport TV  | [ 27 ] |
| Arab States | ASBU      | [ 31 ] |
| Chine       | CCTV      | [ 32 ] |
| Japon       | TBS       | [ 33 ] |
| Mozambique  | Sport TV  | [ 27 ] |

L'intégralité des jeux peut aussi être visionnée sur youtube.
Les jeux ont eu un succès médiatique relatifs. La plupart des chaines de télévisions retransmettant l'événement étant des chaines spécialisé sportive, comme l’Équipe 21.

## Identité des Jeux

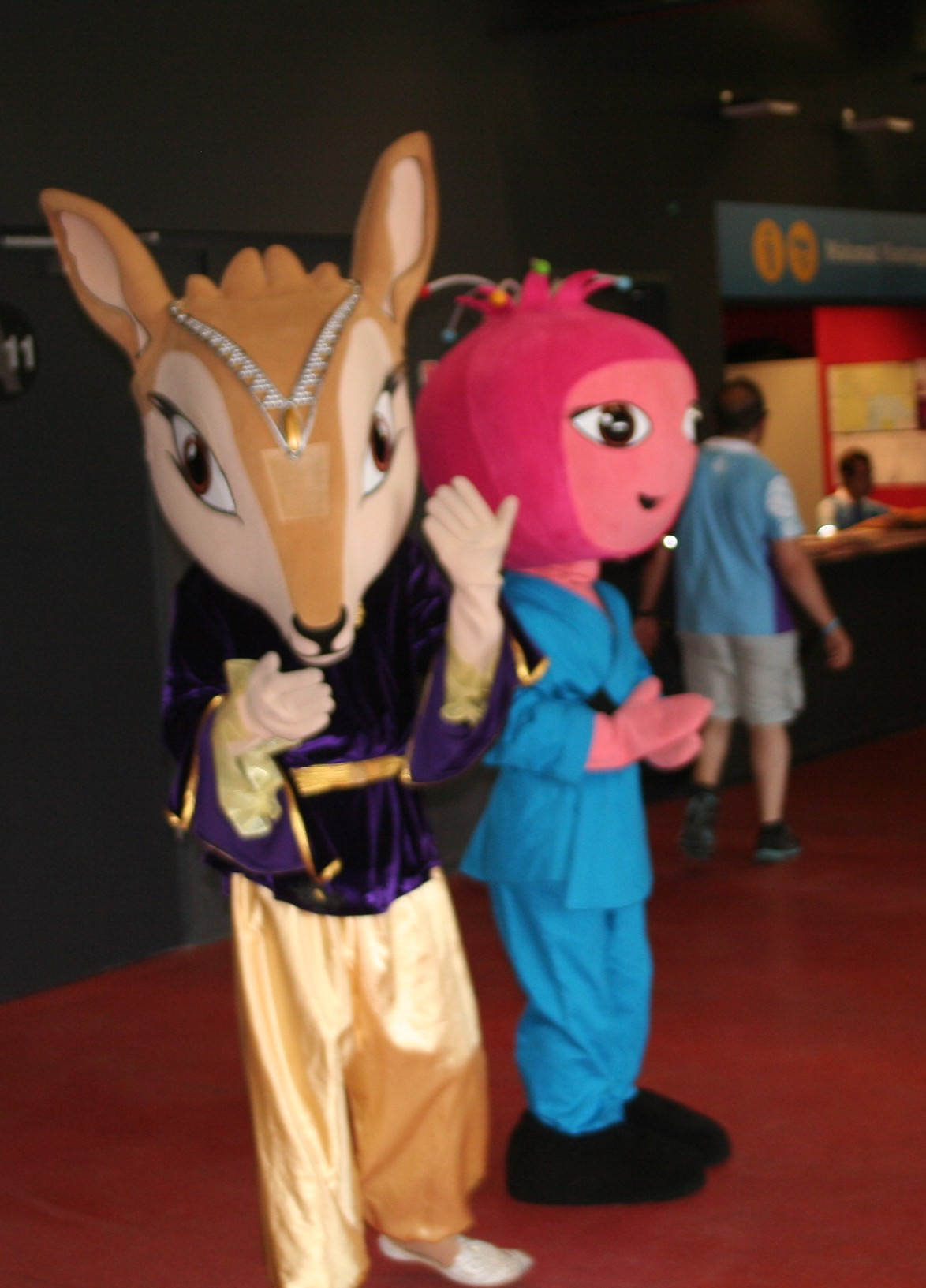
Mascottes Nar et Jeyran

Le logo officiel des Jeux de 2015 européens est dévoilé le 16 juin 2014. Conçu par Adem Yunusov, il est inspiré par la culture ancienne et contemporaine du pays. Le logo comprend des flammes, de l'eau, le mythique Simurgh, un tapis azerbaïdjanais et une grenade, l'un des symboles de l'Azerbaïdjan,.
La grenade, appelée Nar, est l'un des deux mascottes des Jeux, avec une gazelle nommée Jeyran. Elles sont destinées à représenter l'esprit de l'Azerbaïdjan.

## Les Jeux

### Relais de la flamme
Le dimanche 26 avril le Président de la République d'Azerbaïdjan, Ilham Aliyev, a capturé la flamme officielle des Jeux européen 2015 de Bakou. La flamme a visité 60 lieux jusqu'à ce que le dernier relayeur entre dans le stade olympique pour la cérémonie d'ouverture le 12 juin.

### Calendrier
Le calendrier de la compétition est le suivant,.
| CO | Cérémonie d'ouverture | ● | Jour de compétition |  | Jour de finale | 4 | Nombre de finales | CC | Cérémonie de clôture |

| Juin                  | Juin                  | 12 Ven | 13 Sam | 14 Dim | 15 Lun | 16 Mar | 17 Mer | 18 Jeu | 19 Ven | 20 Sam | 21 Dim | 22 Lun | 23 Mar | 24 Mer | 25 Jeu | 26 Ven | 27 Sam | 28 Dim | Épreuves |
| --------------------- | --------------------- | ------ | ------ | ------ | ------ | ------ | ------ | ------ | ------ | ------ | ------ | ------ | ------ | ------ | ------ | ------ | ------ | ------ | -------- |
| Cérémonies            | Cérémonies            | CO     |        |        |        |        |        |        |        |        |        |        |        |        |        |        |        | CC     |          |
| Athlétisme            | Athlétisme            |        |        |        |        |        |        |        |        |        | ●      | 1      |        |        |        |        |        |        | 1        |
| Badminton             | Badminton             |        |        |        |        |        |        |        |        |        |        | ●      | ●      | ●      | ●      | ●      | 2      | 3      | 5        |
| Basket-ball (3x3)     | Basket-ball (3x3)     |        |        |        |        |        |        |        |        |        |        |        | ●      | ●      | ●      | 2      |        |        | 2        |
| Boxe                  | Boxe                  |        |        |        |        | ●      | ●      | ●      | ●      | ●      | ●      | ●      | ●      | ●      | 5      | 5      | 5      |        | 15       |
| Canoë-kayak           | Canoë-kayak           |        |        | ●      | 5      | 10     |        |        |        |        |        |        |        |        |        |        |        |        | 15       |
| Cyclisme              | Cyclisme              |        | 2      |        |        |        |        | 2      |        | 1      | 1      |        |        |        |        | ●      | ●      | 2      | 8        |
| Escrime               | Escrime               |        |        |        |        |        |        |        |        |        |        |        | 2      | 2      | 2      | 3      | 3      |        | 12       |
| Football de plage     | Football de plage     |        |        |        |        |        |        |        |        |        |        |        |        | ●      | ●      | ●      | ●      | 1      | 1        |
| Gymnastique           | Gymnastique           |        |        | ●      | 2      |        | 1      | 2      | 3      | 10     | 16     |        |        |        |        |        |        |        | 34       |
| Judo                  | Judo                  |        |        |        |        |        |        |        |        |        |        |        |        |        | 5      | 6      | 5      | 2      | 18       |
| Karaté                | Karaté                |        | 6      | 6      |        |        |        |        |        |        |        |        |        |        |        |        |        |        | 12       |
| Lutte                 | Lutte                 |        | 4      | 4      | 4      | 4      | 4      | 4      |        |        |        |        |        |        |        |        |        |        | 24       |
| Natation              | Natation              |        |        |        |        |        |        |        |        |        |        |        | 7      | 8      | 9      | 7      | 11     |        | 42       |
| Natation synchronisée | Natation synchronisée | ●      | ●      | ●      | 2      | 2      |        |        |        |        |        |        |        |        |        |        |        |        | 4        |
| Plongeon              | Plongeon              |        |        |        |        |        |        | 2      | 2      | 2      | 2      |        |        |        |        |        |        |        | 8        |
| Sambo                 | Sambo                 |        |        |        |        |        |        |        |        |        |        | 8      |        |        |        |        |        |        | 8        |
| Taekwondo             | Taekwondo             |        |        |        |        | 2      | 2      | 2      | 2      |        |        |        |        |        |        |        |        |        | 8        |
| Tennis de table       | Tennis de table       |        | ●      | ●      | 2      | ●      | ●      | ●      | 2      |        |        |        |        |        |        |        |        |        | 4        |
| Tir                   | Tir                   |        |        |        |        | 3      | 3      | 2      | 2      | 3      | 3      | 3      |        |        |        |        |        |        | 19       |
| Tir à l'arc           | Tir à l'arc           |        |        |        |        | ●      | 1      | 2      | ●      | ●      | 1      | 1      |        |        |        |        |        |        | 5        |
| Triathlon             | Triathlon             |        | 1      | 1      |        |        |        |        |        |        |        |        |        |        |        |        |        |        | 2        |
| Volley-ball           | Volley-ball           |        | ●      | ●      | ●      | ●      | ●      | ●      | ●      | 1      | 1      | ●      | ●      | ●      | ●      | ●      | 1      | 1      | 4        |
| Water-polo            | Water-polo            | ●      | ●      | ●      | ●      | ●      | ●      | ●      | ●      | 1      | 1      |        |        |        |        |        |        |        | 2        |
| Total                 | Total                 |        | 13     | 11     | 15     | 21     | 11     | 16     | 11     | 18     | 24     | 14     | 9      | 10     | 21     | 23     | 27     | 9      | 253      |
| Juin                  | Juin                  | 12 Ven | 13 Sam | 14 Dim | 15 Lun | 16 Mar | 17 Mer | 18 Jeu | 19 Ven | 20 Sam | 21 Dim | 22 Lun | 23 Mar | 24 Mer | 25 Jeu | 26 Ven | 27 Sam | 28 Dim | Épreuves |

### Nations participantes
Plus de 6 000 athlètes, provenant de 50 pays européens, participent aux premiers Jeux européens de 2015. L'ensemble des comités nationaux olympiques membre du comité olympique européen envoie une délégation pour ces jeux.
En plus, deux territoires à souveraineté spéciales (Gibraltar et les îles Féroé)  envoient aussi une délégation. Ces territoires n'étant pas indépendant et n'ayant donc pas de comité olympiques, leurs athlètes concourent sous les couleurs de la ligue européenne de natation ainsi que de l'Association d'athlétisme des petits pays d'Europe.
- Albanie
- Allemagne
- Andorre
- Arménie
- Autriche
- Azerbaïdjan (organisateur)
- Belgique
- Biélorussie
- Bosnie-Herzégovine
- Bulgarie
- Chypre
- Croatie
- Danemark
- Estonie
- Espagne
- Finlande
- France
- Géorgie
- Grèce
- Hongrie
- Irlande
- Islande
- Israël
- Italie
- Kosovo
- Lettonie
- Liechtenstein
- Lituanie
- Luxembourg
- Macédoine
- Malte
- Moldavie
- Monaco
- Monténégro
- Norvège
- Pays-Bas
- Pologne
- Portugal
- République tchèque
- Roumanie
- Grande-Bretagne
- Russie
- Saint-Marin
- Serbie
- Slovaquie
- Slovénie
- Suède
- Suisse
- Turquie
- Ukraine

### Sports
Les Jeux européens mettront aux prises les athlètes dans 20 sports différents, dont 16 sports olympiques. Onze sports offriront des places qualificatives pour les Jeux olympiques de 2016 à Rio. Le nombre d'événements dans chaque discipline est noté entre parenthèses.
| - Athlétisme (1) - Badminton (5) - Basket-ball (3x3) (2) - Boxe (15) - Canoë-kayak (15) - Cyclisme - BMX (2) - VTT (2) - Route (4) - Escrime (12) | - Football de plage (1) - Gymnastique - Acrobatique (8) - Aérobic (2) - Artistique (14) - Rythmique (8) - Trampoline (4) - Judo (16) - Para-Judo (2) - Karaté (12) | - Lutte - Libre (12) - Gréco-romaine (6) - Sambo (8) - Sports aquatiques - Plongeon (8) - Natation (42) - Natation synchronisée (4) - Taekwondo (8) | - Tennis de table (4) - Tir (19) - Tir à l'arc (5) - Triathlon (2) - Volley-ball - Beach-volley (2) - En salle (2) - Water-polo (2) |

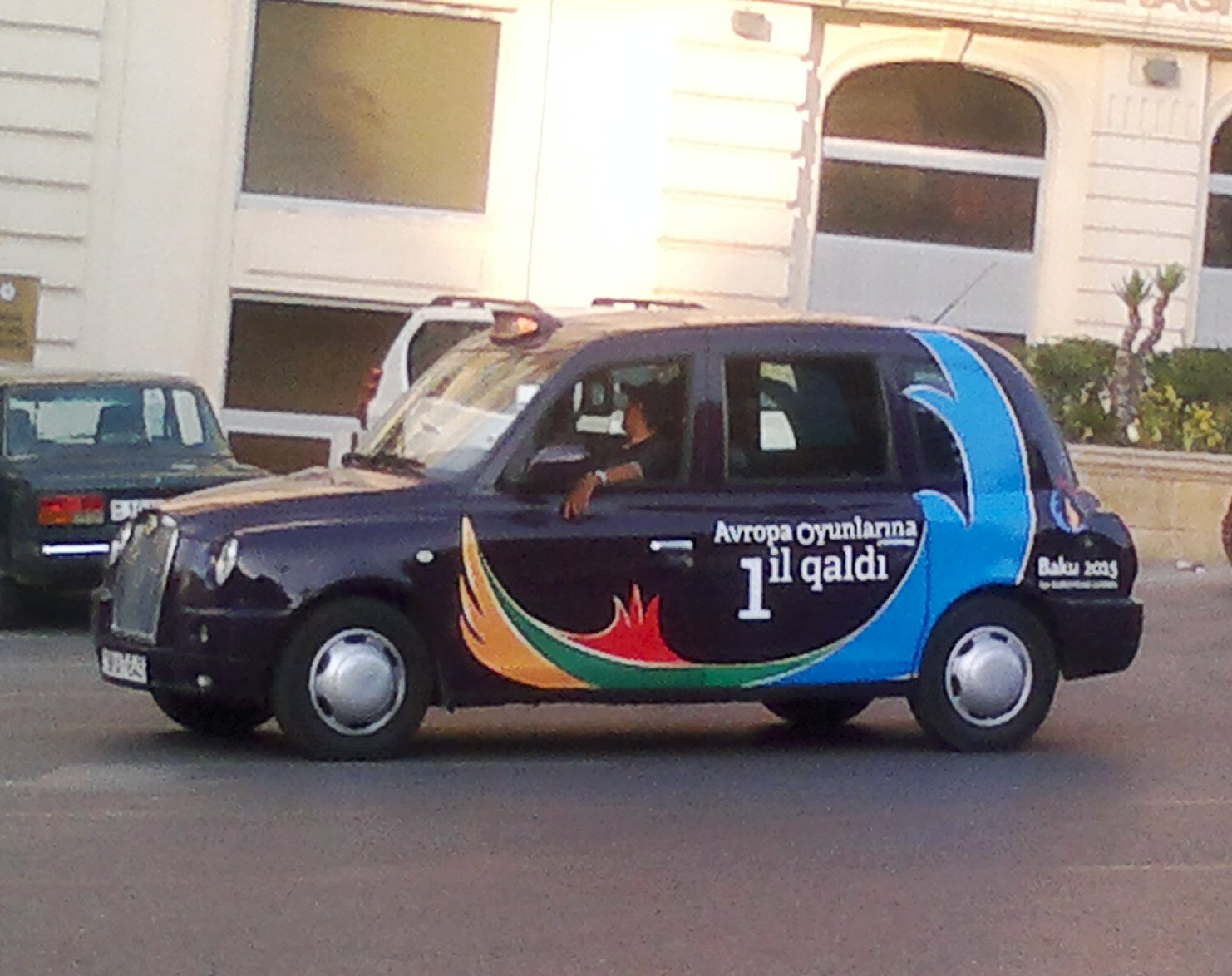
Un Taxi à Bakou avec le logo des Jeux 2015.

En mai 2013, le Comité déclare que des discussions sont en cours en ce qui concerne l'athlétisme et les sports non-olympiques suivants : l'escalade sportive et la danse sportive. Le 14 mai 2013, l'Association internationale de boxe amateur (AIBA) confirme sa participation aux Jeux. Le chef de la Fédération internationale d'aviron, Denis Oswald confirme également que, malgré les réserves initiales sur le concept des Jeux européens, il a été demandé par plusieurs fédérations nationales de participer à cet événement, sous réserve d'installations satisfaisantes. Aussi, un format de 1 000 mètres (contre 2 000 mètres pour le format des Jeux Olympiques) a été proposé Cependant, en raison de problèmes de santé et de sécurité, l'entrée de l'aviron aux Jeux est reporté à l'édition 2019 des Jeux. Les athlètes qui participent à des activités de sports aquatiques seront de la catégorie des juniors en raison d'autres compétitions importantes de natation.
Le 11 février 2014, un responsable de l'Association européenne d'athlétisme, Pat Hickey, confirme que l'athlétisme serait le 19e sport de ces Jeux de 2015. Un accord a été conclu pour l'organisation de deux formes de compétition d'athlétisme. Dans l'enceinte du stade principal vont s'affronter les athlètes des pays membres de la troisième division du championnat d'Europe par équipes 2015, y compris l'Azerbaïdjan, le pays hôte. À l'extérieur du stade se déroulera une compétition de rue, ouverte à toutes les nations, sur le modèle du Great Manchester Run.
Le Comité d'organisation a annoncé le 4 avril 2014 que le para-judo pour malvoyant sera inclus au programme. Ces Jeux européens seront ainsi les premiers Jeux continentaux à "intégrer pleinement" une discipline para-sportive dans son programme sportif.

#### Sports aquatiques

##### Canoë-kayak
Le canoë-kayak aux Jeux européens de 2015 a lieu à Mingachevir, du 14 au 16 juin. 15 épreuves sont au programme.
Les épreuves de canoë-kayak sont les seuls des jeux qui ne se déroulent pas à Bakou, la capitale. Les courses de canoë ont lieu à Mingachevir. Mingachevir se situe à l'Est de Bakou sur le fleuve Koura. Une centrale hydro-électrique se trouvant à cet endroit, un défi des jeux va être de contrôler le débit d'eau afin de garder une eau calme durant la compétition.
La délégation Française qui n'a pas fait de ces jeux une priorité mais plutôt une étape dans sa préparation pour les mondiaux ne remporte qu'une seule médaille de bronze. Loin derrière des nations comme l'Allemagne et la Hongrie, mieux préparés.
Ed McKeever le champion olympique britannique doit se contenter de la médaille de bronze en K1-200 mètres après mené brièvement la course,.

##### Natation
La natation aux Jeux européens de 2015 a lieu au Baku Aquatics Centre, à Bakou du 23 au 27 juin. 42 épreuves sont au programme.
Les épreuves sont réservées uniquement aux nageurs juniors : moins de 18 ans pour les hommes, moins de 16 ans pour les femmes.
La Russie rafle 23 médailles d'or sur les 42 en jeu et finit 1er au classement avec 42 médailles.

##### Water-polo
Le water-polo aux Jeux européens de 2015 a lieu au Baku Aquatics Centre, à Bakou  du 12 au 21 juin. Deux épreuves sont au programme (tournoi féminin et masculin).
Cette compétition organisée par les Comités olympiques européens est considéré par la Ligue Européenne de Natation (LEN) comme les championnats d'Europe juniors. Les équipes de water-polo présentes à Bakou sont donc des sélections nationales U17 (moins de 17 ans).
L'Espagne termine deuxième dans les deux tournois, la Grèce troisième dans les deux tournois.
Dans le tournoi féminin, en finale, la Russie et l'Espagne sont à égalité 10-10 après quatre périodes de jeu. La Russie s'impose donc aux tirs au but après un match extrêmement serrée.

##### Sport de démonstration / Nage avec palmes
À l'instar des Jeux olympiques, un sport de démonstration fut présenté durant ces jeux. Il s'agit de la nage avec palmes, discipline en plein essor présente aux jeux mondiaux. Quatre courses sont organisées, dont trois sont gagnées par des représentants russes.

#### Sports de combats
Les sports de combat sont extrêmement importants pour le pays hôte l’Azerbaïdjan. Non seulement ces sports jouissent d'une grande popularité mais ils sont aussi un réservoir à médailles. L’Azerbaïdjan récolte 45 des 56 médailles dans des sports de combat. Ce résultat doit cependant être pris avec scepticisme, de nombreuses voix se sont élevées pour critiquer l'arbitrage favorisant les athlètes du pays hôte.

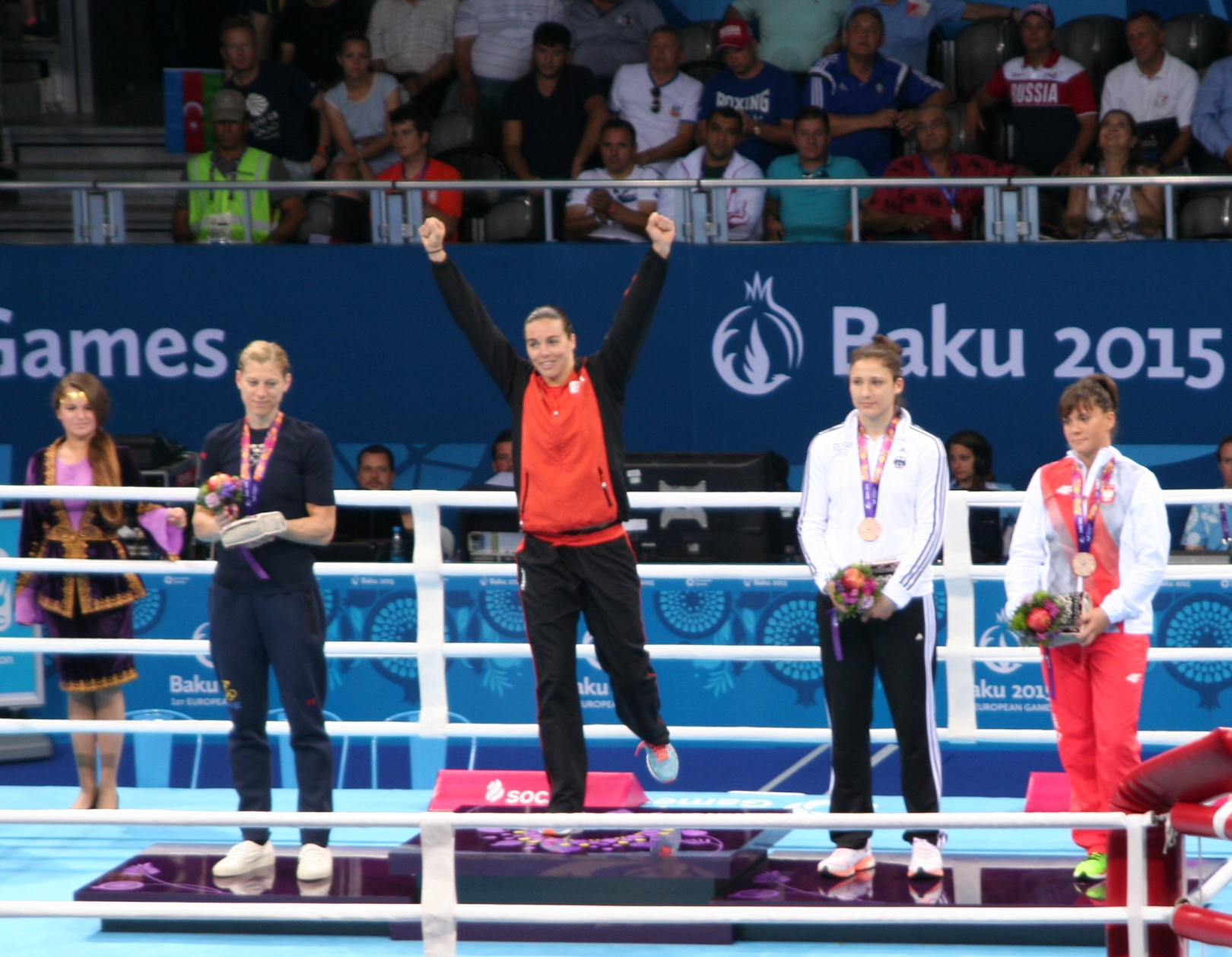
Remise des médailles dans la catégorie -75 kg en boxe féminine.

##### Boxe
La boxe aux Jeux européens de 2015 a lieu au Crystall Hall, à Bakou, du 16 au 27 juin. 15 épreuves sont au programme.
L'Azerbaïdjan pays hôte (avec 11 médailles) et la Russie (avec 10 médailles) sont en tête du tableau des médailles de la boxe.
Aucun combat pour la troisième place n'est organisé et les deux concurrents semi-finalistes reçoivent tous deux une médaille de bronze.
Nicola Adams première femme à être médaillé d'or en boxe aux Jeux olympiques ainsi qu'aux jeux du Commonwealth devient aussi la première médaillée d'or à Bakou.

##### Judo
Le judo aux Jeux européens de 2015 a lieu au Complexe sportif et d'exposition Heydar Aliyev, à Bakou du 25 au 28 juin. 16 épreuves sont au programme.
À la suite de l'annulation des championnats d'Europe de judo prévus à Glasgow, ces épreuves font également office de championnat continental pour cette année.
Sans son leader, Teddy Rinner, forfait pour les jeux, la délégation française avec 6 médailles occupe une 5e place honorable.

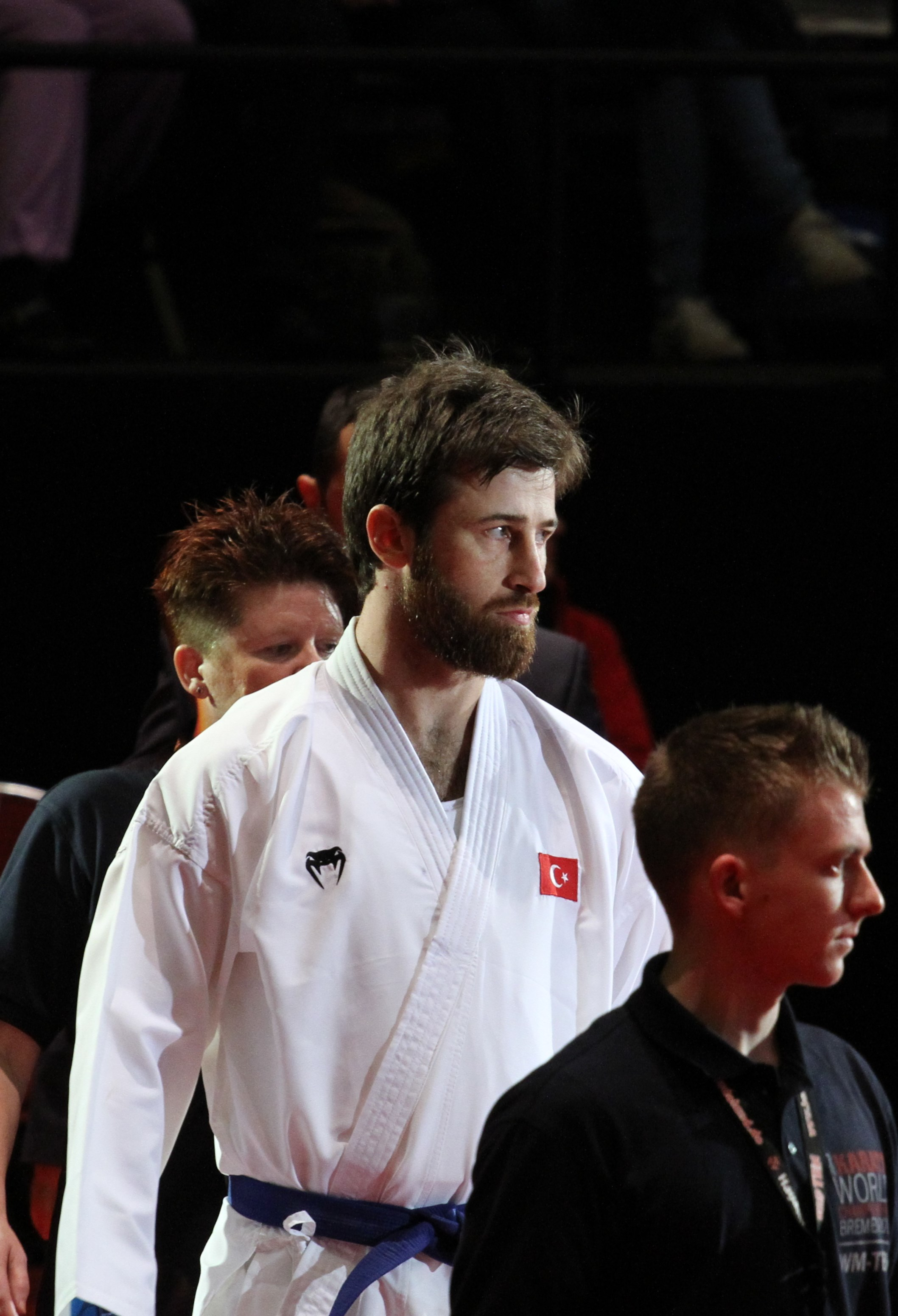
Enes Erkan médaillée d'or en +84 kg.

##### Karaté
Le karaté aux Jeux européens 2015 a lieu au Crystall Hall à Bakou, les 13 et 14 juin. Douze épreuves au programme sont disputées. Il s'agit de deux épreuves de kata et de dix de kumite.
Marina Rakovic remporte l'unique médaille (en bronze) du Monténégro en Karaté dans l'épreuve - 68 kg.

##### Lutte
La lutte aux Jeux européens de 2015 a lieu à Heydar Aliyev Arena, à Bakou du 13 au 20 juin. 18 épreuves sont au programme.
Trois nations (Russie, Azerbaïdjan et Turquie) se partagent le gros des médailles et remporte chez les hommes l'intégralité des médailles d'or en jeu.
Sport important en Azerbaïdjan, la lutte a un succès important auprès du public qui se masse dans l'enceinte Heydar Aliyev pour assister aux matchs.
L'Arménie remporte son unique médaille (en argent) de la compétition en lutte gréco-romaine dans l'épreuve - 66 kg par l’intermédiaire de Migran Arutyunyan.
Abdulrashid Sadulaev, lutteur russe (d’ethnie avar) continue sa domination sur la catégorie des - 86 kg en lutte libre. Après avoir remporté les championnats d'Europe et du monde, Sadulaev rajoute une nouvelle ligne à son palmarès avec les jeux européens de Bakou.

##### Sambo
Le sambo aux Jeux européens de 2015 a lieu au Heydar Aliyev Arena, à Bakou le 22 juin. Huit épreuves sont au programme.
L'adoption du sambo au programme des jeux ferait suite à une demande personnel du président russe Vladimir Poutine au président azéri Ilham Aliyev. Il s'agit d'une étape importante dans la reconnaissance du sambo et sa pratique dans le monde.
Le classement du sambo (discipline originaire de l'URSS) est logiquement dominé par la Russie et la Biélorussie.

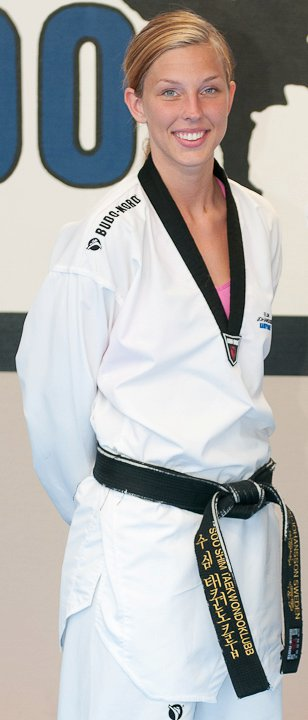
Elin Johansson médaillée de bronze en -67 kg.

La finale homme des - 74 kg voit se dérouler une scène inhabituelle. Tout d'abord le match opposant le Biélorusse Papou à l'Azéri Gasimov est exceptionnel d’intensité. Gasimov, chouchou du public s'incline à bout de force et reste au sol. Papou comprenant qu'il est blessé, décide de le porter sur ses épaules pour l'aider à quitter le tapis.

##### Taekwondo
Le taekwondo aux Jeux européens de 2015 a lieu au Crystal Hall Arena, à Bakou du 25 au 28 juin. 8 épreuves sont au programme.
Les jeux de Bakou sont l'occasion pour Aaron Cook de représenter sa nouvelle nation la Moldavie. À la suite de dissensions avec sa fédération qui choisit se sélectionner pour les Jeux olympiques de 2012 un athlète moins bien classé que lui. Aaron décide de ne plus représenter la Grande-Bretagne.
La jeune taekwondoïste (22 ans) galloise Jade Jones remporte la médaille d'or. Couronnée d'or aux Jeux olympiques, Jade Jones prend sa revanche sur les championnats mondiaux ou elle fut éliminée sur un problème d'équipement.
Sa compatriote Charlie Maddock remporte aussi l'or en - 49 kg.

#### Sports individuels
Tous les sports individuels présent sont aussi des disciplines olympiques.

##### Athlétisme
Les épreuves d’athlétisme se déroule du 21 au 22 juin dans le stade olympique de Bakou ainsi que dans les rues de la ville.
Uniquement les nations membres de la troisième division du championnat d’Europe d'athlétisme participent aux épreuves, ce qui exclut donc les meilleurs nations tel que la Russie.
Les 600 athlètes s'affrontent sur deux jours avec des points pour chaque épreuve, qui sont ensuite additionnés pour un score final par pays. Des médailles seront attribuées aux trois premières nations, mais il n'y aura pas de médaillé par épreuves. Les quatre premières équipes seront promues en Seconde Ligue en 2017. De plus cette compétition est qualificative pour les Jeux olympiques d'été de Rio 2016.
Plusieurs voix se sont élevées pour déplorer le niveau de la compétition.

##### Badminton
Le badminton aux Jeux européens de 2015 a lieu au Baku Sports Hall, à Bakou, du 22 au 28 juin 2015. 5 épreuves sont au programme.
Le Danemark, nation phare du badminton en Europe, domine la compétition avec 5 médailles (3 d'or, 1 d'argent et 1 de bronze).
En double féminin, les sœurs Stoevi (Stefani et Gabriela) s'imposent pour la Bulgarie sans avoir concédé le moindre jeu durant le tournoi.

##### Cyclisme
Le cyclisme aux Jeux européens de 2015 est représenté par trois disciplines : le cyclisme sur route, le VTT et le BMX. Les huit épreuves ont lieu à Bakou du 13 au 28 juin.
La France ne réalise des bons résultats qu'en BMX où elle ramène l'or (chez les hommes) et l'argent (chez les femmes).
La Suisse est particulièrement performante en cross country, elle réalise un sans faute chez les hommes où elle occupe les 3 places du podium. Toujours en cross country, les femmes gagnent l'or et l'argent pour la Suisse.

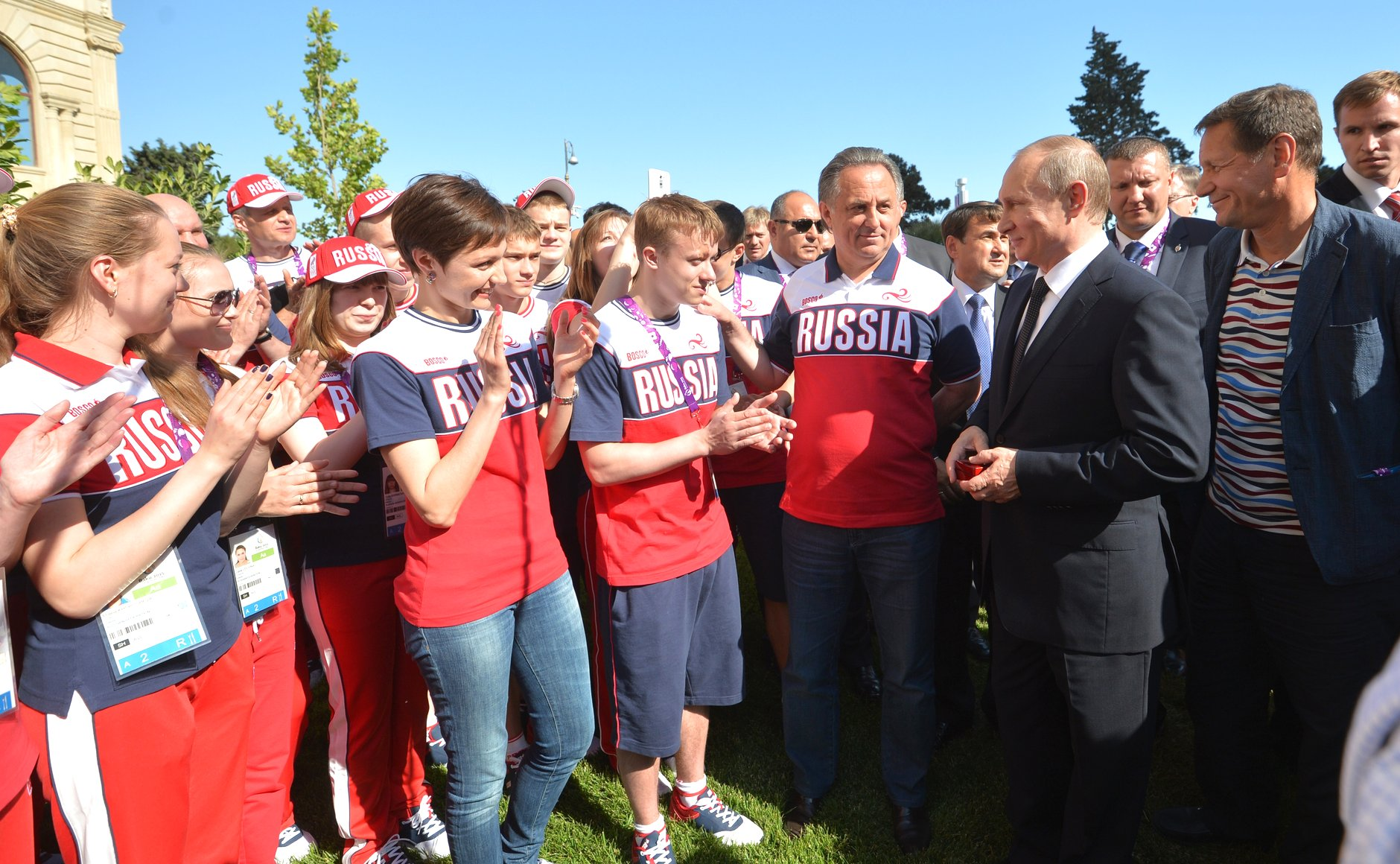
Délégation russe aux Jeux européens avec le président Vladimir Poutine.

##### Gymnastique
La gymnastique aux Jeux européens de 2015 a lieu à la National Gymnastics Arena, à Bakou du 15 au 20 juin. 34 épreuves sont au programme dans cinq disciplines .
La Russie domine de loin la compétition avec 30 médailles (sur 102), la Belgique seconde n'en remporte que 6.
Yana Kudryavtseva remporte à elle seule 4 médaille d'or en individuelle (concours individuelle, ballon, massue et ruban en gymnastique rythmique).
Sa compatriote Margarita Mamun remporte l'épreuve de cerceau et permet à la Russie de gagner la médaille d'or de chacun des épreuves de gymnastique rythmique individuel.
En trampoline, la Russie gagne les quatre médailles d'or mises en jeu.

##### Tennis de table
Le tennis de table aux Jeux européens de 2015 a lieu au Baku Sports Hall, à Bakou du 13 au 19 juin. 4 épreuves sont au programme.
Le tennis de table est l'un des sports offrant des places qualificatives pour Rio. Les vainqueurs des tournois masculins et féminins sont automatiquement qualifiés pour les Jeux olympiques de 2016.
À noter le bon résultat de João Geraldo, le portugais de 19 ans offre la médaille d'or au Portugal dans la compétition par équipe. Déjà nommée homme du match lors du premier tour face à la Roumanie. Geraldo est un grand espoir du tennis de table portugais.

##### Tir
Le tir sportif aux Jeux européens de 2015 a lieu au Baku Shooting Centre, à Bakou du 13 au 19 juin. 19 épreuves sont au programme.
Le programme comporte plusieurs épreuves par équipes mixtes non-olympiques. Les quinze vainqueurs des épreuves olympiques sont automatiquement qualifiés pour les Jeux olympiques de 2016 à Rio de Janeiro.
Le tir sportif permet à de nombreuses nations de gagner leur première et unique médaille de la compétition:
- Saint-Marin remporte ces deux seules médailles des jeux en tir par l'intermédiaire de Arianna Perilli (médaille d'argent en trap) et la paire Manuel Mancini / Alessandra Perilli (médaille de bronze en trap mixte).
- La Finlande remporte aussi son unique médaille (de bronze) par l’intermédiaire de Marko Kemppainen en Skeet.
- Chypre se classe second dans l'épreuve du Skeet par équipe mixte avec Yórgos Achilléos et Andri Eleftheriou.

L'Italie avec 10 médailles (dont 4 en or) domine la compétition.

##### Tir à l'arc

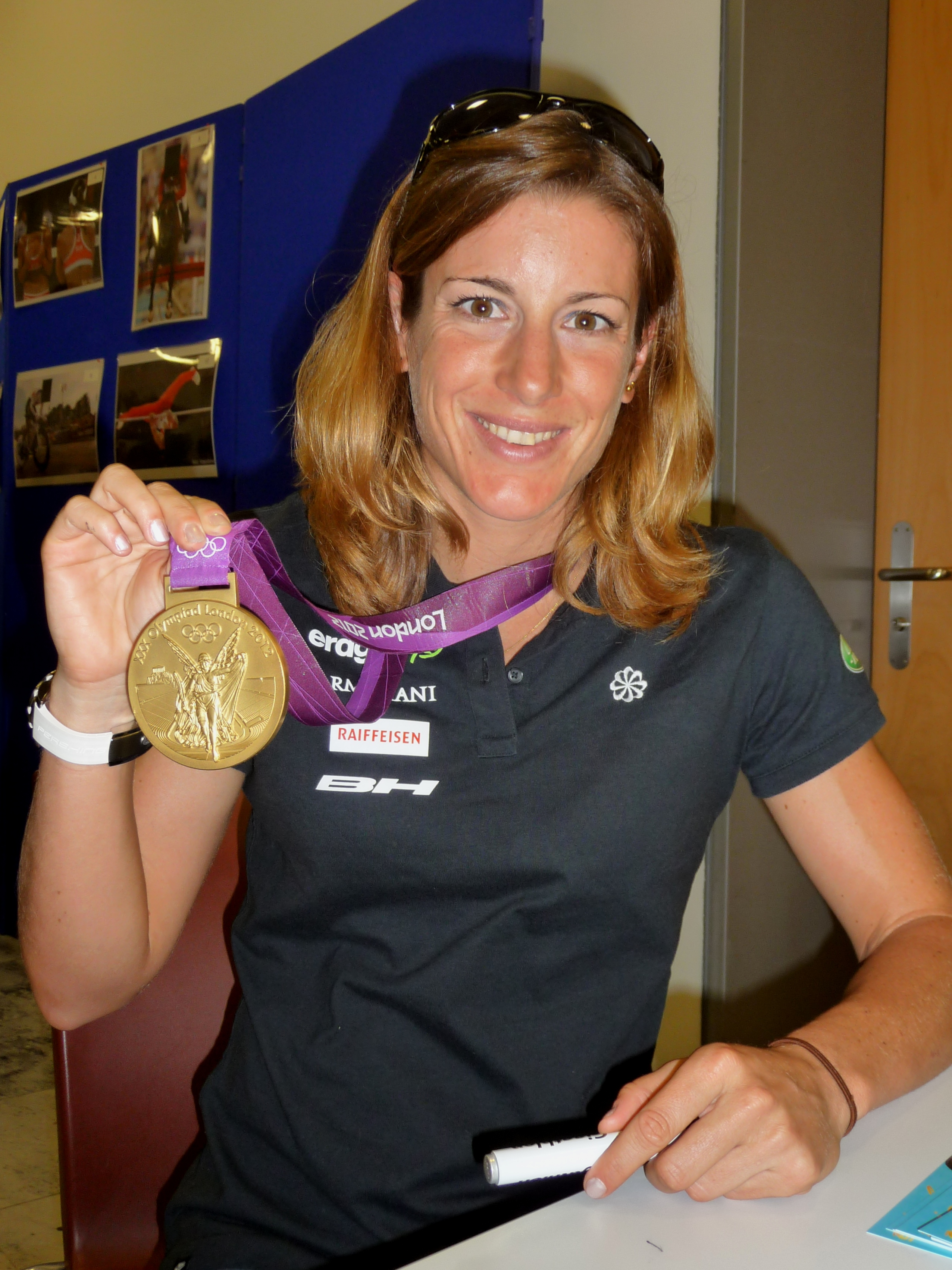
Nicola Spirig avec sa médaille d'or olympique en septembre 2012.

Le tir à l'arc aux Jeux européens de 2015 a lieu au Tofiq Bahramov Stadium, à Bakou du 17 au 22 juin. 5 épreuves sont au programme. Le format des Jeux européens suit celui des Jeux olympiques avec 64 hommes et 64 femmes en compétition dans les épreuves individuelles et par équipe ainsi que l'ajout d'une épreuve mixte.
L'allemande Karina Winter s'impose en individuelle après avoir dominé facilement chacun de ses matchs (7-1 contre Natalia Erdynieva en quart de finale, puis 6-2 contre Evangelia Psarra en demi-finales).

##### Triathlon
Le triathlon aux Jeux européens de 2015 a lieu à Bakou les 13 et 14 juin. Deux épreuves sont au programme (courses féminines et masculines).
Nicola Spirig, déjà championne olympique aux JO de Londres, s'impose chez les femmes avec plus d'une minute d'avance sur ses concurrentes.
Chez les hommes la fin de course est plus serré, le britannique Gordon Benson devancent le portugais Joao Silva de 11 secondes seulement.

#### Sports collectifs

##### Basket-ball
Le basket-ball aux Jeux européens de 2015 a lieu à la Basketball Arena, à Bakou du 22 au 26 juin. La compétition se déroule dans le format 3 contre 3. Chaque équipe est composée de quatre athlètes, dont un remplaçant.
Discipline de plus en plus populaire. Après les Jeux olympiques de la jeunesse il s'agit de la deuxième apparition du format 3 contre 3 de basketball dans une compétition multi sports.
La Russie remporte les deux tournoi (féminin et masculin). Il s'agit d'une surprise, la Russie n'ayant pas spécialement brillé lors des précédentes compétitions de basket-ball 3vs3.

##### Football de plage
Le football de plage aux Jeux européens de 2015 a lieu à la Beach Arena, à Bakou du 24 au 28 juin. Une seule épreuve (masculine) est au programme.
La France championne du monde en 2005 n'est pas parvenue à se qualifier pour ces jeux en raison de son mauvais championnat d’Europe 2014.
En finale la Russie s'impose 3-2 face à l'Italie. Le Portugal remporte la médaille de bronze en battant la Suisse 6-5.
Le podium composé de la Russie, de l'Italie et du Portugal est sans surprise, vu qu'il s'agit de 3 nations majeurs de ce sport.
L'Espagne, nation importante du beach soccer (5 fois championne d'Europe) finit 3e de son groupe derrière la Russie et l'Italie.

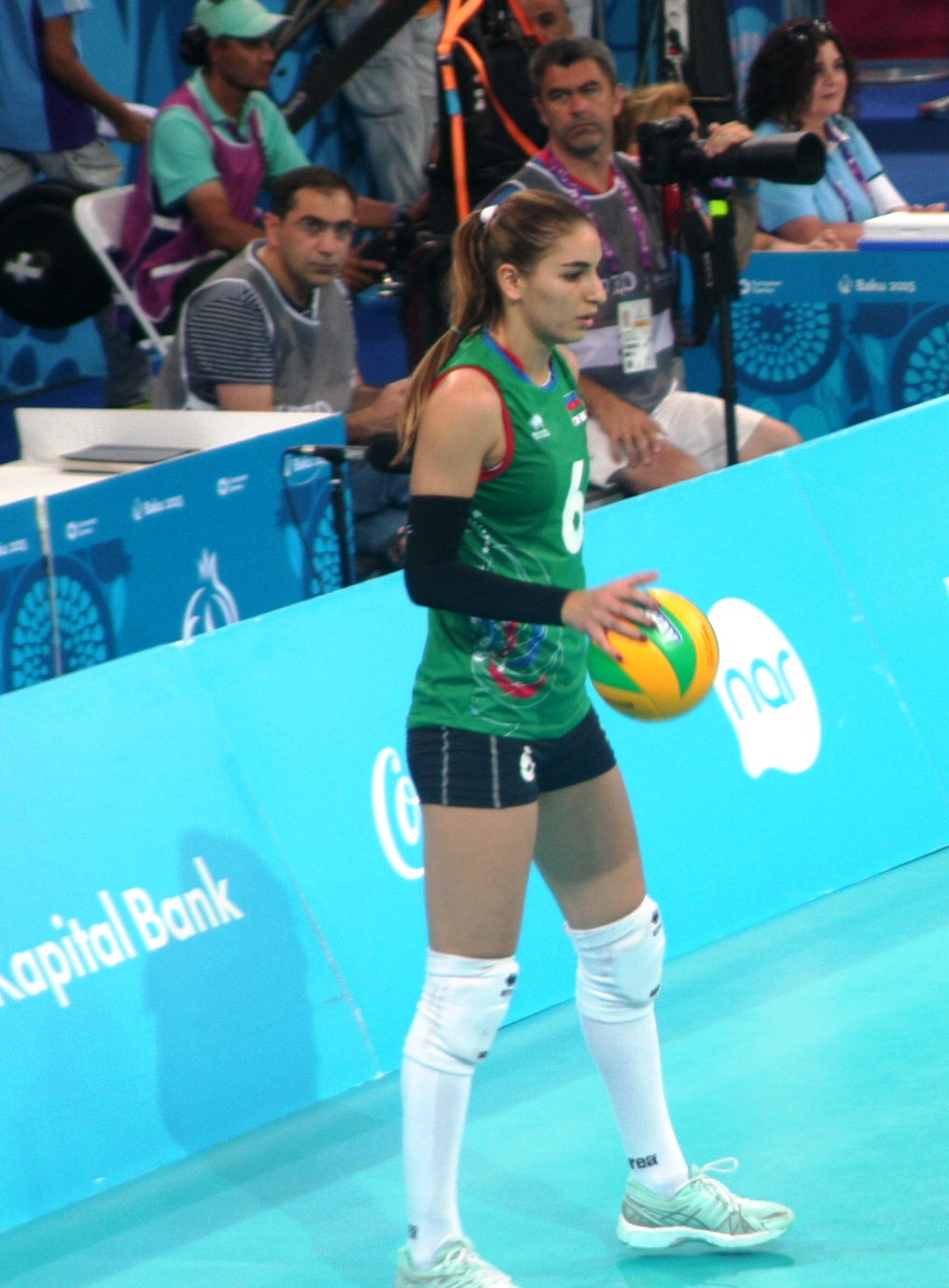
La volleyeuse azérie Ayshan Abdulazimova.

##### Volley-ball
Le volley-ball aux Jeux européens de 2015 a lieu au Baku Crystal Hall, à Bakou du 13 au 28 juin. 4 épreuves sont au programme, deux en salle et deux en beach-volley.
La fédération internationale de volley-ball a attribué les mêmes points de classement que les Continental Tour qui seront utilisés pour la qualification olympique à Rio.
Avec de nombreuses équipe de haut niveau, le tournoi de volley-ball est considéré comme un test important dans l'optique des JO de Rio.
Avec de nombreux matchs d'anthologie (notamment la Pologne contre l’Allemagne et la Serbie contre la Belgique), la compétition de volley fut un succès avec un niveau de jeu élevée.

### Tableau des médailles
42 nations sur 50 repartent avec au moins une médaille. Seul huit pays n'ont remporté aucune médaille : le Kosovo, l'Andorre, la Bosnie-Herzégovine, l'Islande, le Liechtenstein, le Luxembourg, Malte et Monaco.
Les dix premières nations au classement des médailles de leurs athlètes sont, au 28 juin 2015 :
- Pays organisateur

| Rang | Nation          | Or | Argent | Bronze | Total |
| ---- | --------------- | -- | ------ | ------ | ----- |
| 1    | Russie          | 79 | 40     | 45     | 164   |
| 2    | Azerbaïdjan     | 21 | 15     | 20     | 56    |
| 3    | Grande-Bretagne | 18 | 10     | 19     | 47    |
| 4    | Allemagne       | 16 | 17     | 33     | 66    |
| 5    | France          | 12 | 13     | 18     | 43    |
| 6    | Italie          | 10 | 26     | 11     | 47    |
| 7    | Biélorussie     | 10 | 11     | 22     | 43    |
| 8    | Ukraine         | 8  | 14     | 24     | 46    |
| 9    | Pays-Bas        | 8  | 12     | 9      | 29    |
| 10   | Espagne         | 8  | 11     | 11     | 30    |

## Bilan
Les opinions varient sur ces jeux, pour certains l'organisation de ces jeux est un succès et servent l'ambition de Bakou qui est l'organisation des jeux olympiques, pour d'autres le bilan est contrasté.
Si des nations, telle que la Suisse, considèrent que les conditions étaient bonnes. A contrario l'Arménie (en conflit avec l’Azerbaïdjan depuis des années) a vu ses sportifs faire face à un accueil extrêmement hostile. Certains de ses sportifs phares comme Arsen Julfalakyan et Artur Aleksanyan (tous deux médaillés aux jeux olympiques) ont préféré renoncer à la compétition.
Si les locaux ont assisté en masse aux épreuves, presque aucun étranger n'a fait le déplacement pour venir assister aux jeux. Ce peu d'engouement est déploré.
Un autre point soulevé est que malgré des dépenses faramineuses, l’intérêt sportif reste mineur. Aucun record du monde ou d'Europe n'a été battu. Seuls quelques records nationaux ont été améliorés.

## Controverses

### Droits de l’homme en Azerbaïdjan
L'Azerbaïdjan ne respecte pas les droits de l'homme, et a mené une répression massive contre tous ceux qui critiquent le gouvernement. Cette répression s'est accrue durant l'organisation des jeux.
Plusieurs affaires viennent entacher la réputation de l’Azerbaïdjan, telesl que des arrestations et condamnations pénales se basant sur de fausses accusations, des peines de prison pour des activistes clés comme Leyla Yunus, la fermeture de dizaines d’organisations et médias,. Interdiction est faite à Amnesty International et CNN de couvrir les jeux.
En 2015, l’Azerbaïdjan est 119e au classement sur la corruption et 163e sur 180 au classement sur la liberté de la presse.

### Dopage
Dès la première édition des jeux, plusieurs cas de dopage ont fait surface. L'azérie Chaltu Beji est disqualifiée des jeux européen pour avoir violé les règles antidopage. Le boxeur albanais Rexhildo Zeneli est bannis avant le début des jeux.
Le méldonium, interdit à la date du 1er janvier 2016 pour toutes les compétitions sportives car considéré comme un produit dopant, aurait été utilisé par environ 500 athlètes au cours des jeux de Bakou,. 13 médaillés ont pris du méldonium durant les jeux.
Le méldonium n'étant pas interdit à la date des jeux aucune sanction ne sera prises à l'encontre des athlètes l'ayant utilisé.
La Russie pays organisateur la deuxième édition des jeux fait face à de graves accusation de dopage qui pourrait remettre en cause son statut de pays organisateur.

### Accident de car
Les Jeux ont été éclipsés par un accident de la route, où un conducteur d'autocar percute un groupe de jeunes athlètes autrichiens en mélangeant l'accélérateur et le frein. L'incident est enregistré par une caméra de surveillance. La nageuse synchronisée autrichienne Vanessa Sahinovic (15 ans) et ses coéquipières Lisa Breit et Luna Pajer sont blessés. Sahinovic est transporté à Vienne pour une intervention chirurgicale d'urgence et est laissé paraplégique dans l'accident.
Dans la compétition nage synchronisée en duo, les sœurs Anna-Maria et Eirini-Maria Alexandri remportent la médaille d'argent qu'elles dédient à leurs amies blessées.
L'agent de police ayant transmis la vidéo de la caméra de surveillance a été relevé de ses fonctions. En soutien à la nageuse, une initiative des nageurs autrichiens et une campagne de collecte de fonds sont mis en place,,,,.